# Salix eriocataphylloides
Salix eriocataphylloides är en videväxtart som beskrevs av A. Kimura. Salix eriocataphylloides ingår i släktet viden, och familjen videväxter. Inga underarter finns listade i Catalogue of Life.